# Дромтон
Дромтон или още Дромтонпа Гялве Джунгне, (1004 или 1005 до 1064 г.) е главен ученик на будисткия учител Атиша. Той става основоположник на тибетската школа Кадам, както и на манастира Ретинг.

## Биография
Дромтонпа е роден в самото начало на периода на повторното разпространение на будизма в Тибет. Баша му се казва Кушен Якшерпен, а майка му – Куоза Ленчикма. Баша му носи титлата „шугшен“, което означава, че той е важна фигура в добудистката традиция Бон. Дромтон започва да преподава през 1042 г. Той дава обети на светски практикуващ и никога не е ръкополаган за монах.
Дромтон е смятан за четиридесет и пето съзнателно прераждане на важния бодхисатва и ученик на историческия Буда, Авалокитешвара, докато първият Далай Лама – за негово петдесет и първо прераждане.
През 1056 г. в долината Ретинг Цампо на север от Лхаса Дромтонпа основава манастира Ретинг и донася в него реликви от своя лама Атиша. Впоследствие това става и основното седалище на школата Кадам.
Първият, който събира същностните инструкции на Атиша върху практиката Лоджонг за развиване на бодхичита е ученикът на Дромтонта, Чекава Йеше Дордже в текста „Седем точки за тренировка на ума“.